# Nicola Pietrangeli
Nicola „Nicky“ Pietrangeli (* 11. září 1933, Tunis) je bývalý italský tenista a tenisový trenér, nejlepší evropský hráč na antuce druhé poloviny 50. let se silnými údery od základní čáry.
Nejvýše ve dvouhře byl klasifikován v roce 1959 na 3. místě.
V roce 1986 byl uveden do Mezinárodní tenisové síně slávy.

## Tenisová kariéra
Zahrál si čtyři singlová finále na grandslamu, všechny na French Championships, v letech 1959 a 1960 získal titul, ze zbylých dvou v letech 1961 a 1964, odešel poražen. Na Roland Garros získal v roce 1959 také titul s Orlandem Sirolou v mužské čtyřhře a roku 1958 spolu s Britkou Shirley Bloomerovou výhru ve smíšené čtyřhře. Ve Wimbledonu se nejdále probojoval v roce 1960 do semifinále, kde podlehl Rodu Laverovi v pěti setech. V letech 1957 a 1961 získal tituly na mezinárodním mistrovství Itálie. V letech 1961, 1967 a 1968 triumfoval na antukovém Monte Carlo Open.
V období 1954 až 1972 reprezentoval italský tým v Davisově poháru. Je držitelem několika historických rekordů celé soutěže, konkrétně nejvíce odehraných zápasů (164), nejvíce celkových výher (120) a nejvíce vítězství ve dvouhře (78). V letech 1960 a 1961 nastoupil do finále v boji o salátovou mísu, která se odehrála na trávě v Austrálii. Itálie z obou odešla poražena, když součástí silného australského družstva byli Rod Laver, Roy Emerson a Neale Fraser.
Po skončení aktivní kariéry se stal nehrajícím kapitánem národního daviscupového mužstva, které dovedl k zisku prvního titulu v soutěži v roce 1976.
V den 73. narozenin byl tenisový stadion na Rome Masters v římském Foro Italico pojmenován jeho jménem.

## Finálové účasti na Grand Slamu

### Mužská dvouhra: 4 (2–2)

#### Vítěz (2)
| Rok  | Turnaj               | Soupeř ve finále | Výsledek                |
| ---- | -------------------- | ---------------- | ----------------------- |
| 1959 | French Championships | Ian Vermaak      | 3–6, 6–3, 6–4, 6–1      |
| 1960 | French Championships | Luis Ayala       | 3–6, 6–3, 6–4, 4–6, 6–3 |

#### Finalista (2)
| Rok  | Turnaj               | Soupeř ve finále | Výsledek                |
| ---- | -------------------- | ---------------- | ----------------------- |
| 1961 | French Championships | Manuel Santana   | 4–6, 6–1, 3–6, 6–0, 6–2 |
| 1964 | French Championships | Manuel Santana   | 6–3, 6–1, 4–6, 7–5      |

### Mužská čtyřhra: 1 (1–0)

#### Vítěz (1)
| Rok  | Turnaj               | Spoluhráč      | Soupeři ve finále        | Výsledek        |
| ---- | -------------------- | -------------- | ------------------------ | --------------- |
| 1959 | French Championships | Orlando Sirola | Roy Emerson Neale Fraser | 6–3, 6–2, 14–12 |

### Smíšená čtyřhra: 1 (1-0)

#### Vítěz (1)
| Rok  | Turnaj               | Spoluhráčka        | Soupeři ve finále            | Výsledek |
| ---- | -------------------- | ------------------ | ---------------------------- | -------- |
| 1958 | French Championships | Shirley Bloomerová | Lorraine Coghlanová Bob Howe | 8–6, 6–2 |